# 草川直弥
草川 直弥（くさかわ なおや、1998年4月6日 - ）は、日本の歌手、俳優。
東京都出身で、スターダストプロモーション制作3部に所属し、5人組ダンス&ボーカルグループ・ONE N' ONLYのラップ&ダンサーとして活動している。かつてはEBiDAN内のユニット・EBiSSHのメンバーでもあり、グループ両立期を経て現在はONE N’ ONLYに専念している。兄は超特急のタクヤ（草川拓弥）。

## 略歴
1998年に東京都で生まれる。兄はスターダストプロモーション所属のダンス&ボーカルグループ・超特急の草川拓弥であり、高校生の頃に兄のライブを観て芸能界に興味を持ったという。その後、兄とは無関係に現在の事務所からスカウトされ、スターダストの若手男性グループ集団EBiDANに所属した。2015年12月発売の雑誌『EBiDAN vol.7』にてユニット「Monochrome Rainbow」の一員として初掲載され、その直後にユニット名を「EBiSSH」へ改めた。2016年4月にEBiSSHが結成され、同年7月のEBiDANイベントで初パフォーマンス、2017年9月20日にシングル「恋はタイミング」でCDデビューを果たした。2018年4月29日・5月6日にEBiSSHとさとり少年団のツーマンライブで合同プロジェクト「One And Only」が発表され、後に正式グループ名を「ONE N’ ONLY」に改めて両グループの合同活動を開始した。以降、ONE N’ ONLYのラップ&ダンサーとして音楽活動を続けている。
グループ活動と並行して早くから俳優業にも取り組み、2017年2月公開の映画『傷だらけの悪魔』にクラスメイト役で映画初出演を果たした。2019年には名古屋テレビ制作の青春ドラマ『his〜恋するつもりなんてなかった〜』の主演オーディションに合格し、主人公・井川迅役としてドラマ初主演を務めた。この作品は同性愛をテーマにしたピュアな高校生同士の恋愛物語で、草川にとって初の連続ドラマ出演となった。同年には日本テレビ系のドラマ『HiGH&LOW THE WORST EPISODE.O』にも出演し、不良グループのメンバー・下田役を演じている。2020年にはNHK BSプレミアムのドラマ『捜査会議はリビングで おかわり!』第1話にゲスト出演したほか、フジテレビのバラエティ番組『痛快TV スカッとジャパン』の再現ドラマにも登場した。
2021年、日本テレビ系の深夜ドラマ『FAKE MOTION -たったひとつの願い-』に明智十兵衛役で出演し、物語のキーパーソンを務めた。同作の舞台版『FAKE MOTION -THE SUPER STAGE-』（2021年4月上演）にも同役で出演し、初めて舞台演劇に挑戦している。2022年には坂下雄一郎監督の映画『決戦は日曜日』に出演し、主要キャストの一人である原役を演じた。この作品では主演の窪田正孝演じる主人公の秘書役として存在感を示し、映画の中での草川の出演シーンも公開前に話題となった。また同年、Paravi配信ドラマ『塩介と甘実-蕎麦ができるまで探偵-』第4話にゲスト出演し、野上蒼汰役を務めている。
草川にとって俳優としての飛躍の年となったのが2023年である。この年、スターダスト制作の青春アクション映画『バトルキング!! -We'll rise again-』で映画初主演を果たし、不良高校生達の熱い戦いを描く物語で甲斐玄武役を演じた。さらに松井玲奈主演の映画『緑のざわめき』ではヒロインの一人と関わる青年・宗太郎役で出演し、繊細な演技を見せている。舞台では6月に上演された吉村卓也脚本・演出のステージ『#オーバーラック』に出演し、伊藤純奈・小川優らと共演した。同年後半には自身が所属するONE N’ ONLY主演の映画『BATTLE KING!! Map of The Mind -序奏・終奏-』の制作が発表され、続編となるこの映画でも主要キャストとして活躍した。
2024年以降も俳優としての活動は精力的に続けている。2024年12月、ABCテレビとショートドラマ制作プロジェクト「ショードラ」によるオムニバスドラマ『みつめてそらして-crossroad-』に主演の一人として参加し、全5夜のうち第5夜「良平」編で単独主演を務めた（同作はもともとTikTokで配信された短編ドラマシリーズの地上波版）。2025年2月放送のフジテレビ系ドラマ『問題物件』第5話では、鈴木健斗役としてゲスト出演している。また、スマートフォン向け縦型ドラマにも参入し、TikTok等で人気のインフルエンサー景井ひなとダブル主演したヒューマンサスペンス『とあるラブホテルの最上階にて』が2024年冬に「タテドラ」アプリで配信開始された。草川は謎の視聴者・アキラ役を演じ、ライブ配信上で景井演じるヒカリと共に事件の真相に迫る役どころを担った。
俳優業以外でも個人活動の幅を広げている。ファッションモデルとしては、2024年10月開催の大型ファッション＆音楽イベント「Rakuten GirlsAward 2024 A/W」にゲストモデルとして登場し、眼鏡を外す仕草で観客を沸かせる堂々たるランウェイを披露した。この他、『NYLON JAPAN』や『CanCam』などファッション誌への登場機会も多く、2022年には兄・拓弥との兄弟初共演となる誌面対談が実現している。メディア出演では、J-WAVEの特別番組にゲスト出演したり、NHK Eテレの若者向け番組『沼にハマってきいてみた』の企画に参加するなどテレビ・ラジオでも活躍している。レギュラー配信番組としては、ONE N’ ONLYのメンバー全員で出演する音声コンテンツ「ワンエンタイム」があり、草川も毎週パーソナリティの一員としてトークや企画に参加している。

## 人物
落ち着いた性格でありながら責任感が強く、グループ内では面倒見の良さから「お母さん的存在」と呼ばれている。実生活では兄がいる次男だが、メンバーからは「弟っぽくない」と評されるほどしっかり者であり、自他共に認めるグループのまとめ役である。一方で自ら率先して騒ぐタイプではなく、周囲が盛り上がっているのを見て楽しむ穏やかな一面も持つと自己分析している。趣味はショッピングやファッションコーディネート、映画・ドラマ鑑賞など多岐にわたり、おしゃれに対する関心が高い。実際、グループ内では“おしゃれ番長”とも称され、どんな系統の服装も着こなすセンスの持ち主として知られる。好きな食べ物は焼肉で、中でも牛タン塩がお気に入りと公言しており、古着集めやフィルムカメラでの写真撮影といった渋い趣味も持っている。
特技は幼少期から11年間続けていたサッカーで、身体能力が高く跳び箱や指先だけで行う腕立て伏せも得意としている。スポーツで培った持久力と体幹はダンスパフォーマンスやアクション演技にも活かされている。自身の容姿については実年齢より幼く見える童顔であることを度々ネタにされるが、それを逆手にとった爽やかな高校生役から大人びた役柄まで幅広く演じ分けている。美容やスキンケアにも熱心で、「オフの日はメンテナンス日」と称して皮膚科に通い肌の手入れを欠かさないほどのこだわりようである。
家族構成は両親と兄の4人家族。兄の草川拓弥は超特急のメンバーとして活躍するアーティストで、芸能界入りのきっかけを与えてくれた存在でもある。兄弟仲は非常に良く、2022年にはファッション誌『NYLON JAPAN』で初めて兄弟共演が実現し、兄・拓弥のソロ表紙号に弟の直弥が“分身”役で登場した。同誌には兄弟対談も掲載され、互いのプライベートや幼少期のエピソードを語り合う貴重な企画となった。草川自身、兄と同じステージに立つことに憧れを抱きつつも「兄弟だからではなく実力で評価されたい」という信念を持っており、オーディションを勝ち抜いて掴んだ主演の座や、多方面での活動実績によって着実に自身の道を切り拓いている。
交友関係では、ドラマや映画で共演した役者たちとの交流が報じられている。特に2019年の主演ドラマ『his〜恋するつもりなんてなかった〜』でW主演を務めた倉悠貴とは撮影を通じて打ち解け、プライベートでも食事や買い物に出かける仲となったと語っている。初対面時はお互い人見知りで会話が少なかったが、撮影が進むにつれ打ち解け、クランクアップ後には「また二人でご飯に行こう」と約束するほど親しい友人関係を築いたという。また、同年代の佐野勇斗（M!LK）や松岡広大ら若手俳優とも交流があるとされ、互いの出演作品を観賞し合うなど良き刺激を受け合っている。ONE N’ ONLYのメンバーとは公私にわたり行動を共にすることが多く、メンバー同士で買い物に出かけたりオフの日に遊ぶ様子がSNSやブログで紹介されている。
尊敬する人物としては、身近な存在である兄・拓弥の名前を挙げることが多い。草川は「兄がいなければ今の自分はいなかった」と述べており、パフォーマーとしてのプロ意識やファッションセンスにも兄の影響が少なからず反映されているという。また、俳優としてはドラマ『his〜恋するつもりなんてなかった〜』でタッグを組んだ今泉力哉監督や、中村倫也・菅田将暉ら実力派の先輩俳優から学ぶ点が多いとインタビューで語っている。将来的には「役者としてもっと場数を踏み、一流の表現者になりたい」と抱負を述べており、歌手・ラップ&ダンサーとしての顔に加えて俳優としても唯一無二の存在を目指している。ファンやメディアからはその多才ぶりを評価され、「グループ随一の万能エンターテイナー」「次世代を担う実力派」といった声が上がっている。

## 出演

### テレビドラマ
- his〜恋するつもりなんてなかった〜 （2019年4月9日 - 5月7日、メ〜テレ） - 主演・井川迅 役[11][12]
- HiGH&LOW THE WORST EPISODE.O（2019年7月18日 - 9月5日、日本テレビ） - 下田 役[13][14]
- 捜査会議はリビングで おかわり!第1話（2020年2月2日、NHK BSプレミアム） - 日下部健吾 役
- FAKE MOTION -たったひとつの願い-（2021年1月21日 - 3月11日、日本テレビ） - 明智十兵衛 役[15]
- みつめてそらして-crossroad-（2024年12月29日、朝日放送テレビ） - 主演・良平 役[26][27]
- 問題物件 第5話（2025年2月12日、フジテレビ） - 鈴木健斗 役[28][29]
- 低体温男子になつかれました。（2025年5月8日 - 6月26日、TOKYO MX1） - 高峰智哉 役[39]

### 配信ドラマ
- 塩介と甘実-蕎麦ができるまで探偵- 第4話（2022年8月19日、Paravi） - 野上蒼汰 役[18]
- みつめてそらして-moratorium-（2024年12月22日配信、TikTok） - 主演・良平 役[26][40]
- 元カレ図鑑（2025年1月14日、YouTube 他）[41][42]
- とあるラブホテルの最上階にて（2025年1月16日、タテドラ） - 主演・アキラ 役[30]
- 合コンの悪魔 ～サレ妻たちの華麗なる復讐～（2025年3月24日、UniReel） - 矢島翔太郎 役[43]

### 映画
- バレンタインナイトメア（2016年1月23日、NSW） - 相沢太郎 役[44]
- ネスレ・キットカット2017年度受験生応援企画「待ってろ！私の未来」（2016年12月23日） - ナオヤ 役
- 傷だらけの悪魔（2017年2月4日、KADOKAWA） - クラスメイト 役[10]
- 決戦は日曜日（2022年1月7日、クロックワークス）- 原 役[16][17]
- 緑のざわめき（2023年9月1日、SDP） - 宗太郎 役[20][21][22]
- バトルキング!! -We'll rise again-（2023年3月10日、SDP） - 主演・甲斐玄武 役（ONE N' ONLYとして主演）[19]
  - BATTLE KING!! Map of The Mind -序奏・終奏-（2025年2月14日・3月14日、SDP）[24][25]

### 舞台
- FAKE MOTION -THE SUPER STAGE-（2021年4月19日 - 5月2日、品川プリンスホテル ステラボール） - 明智十兵衛 役[45][注 1] [注 2]
- #オーバーラック（2023年6月2日 - 6月11日、シアター・アルファ東京）[23]
- 劇団 TEAM-ODAC 第46回本公演「猫と⽝と約束の燈〜最終章〜」（2025年5月14日 - 5月18日、新国立劇場 小劇場） - 主演[49]
- サザエさん（2025年6月5日 - 17日、明治座 / 7月5日 - 8日、大阪新歌舞伎座） - 磯野カツオ 役[50]

### ミュージックビデオ
- unBORDE all stars「Feel」（2016年2月27日）[51]
- 早見優「恋のブギ・ウギ・トレイン」（2016年8月28日）

### 書籍
- FINEBOYS+plus BEAUTY vol.2（2020年）

### 写真集
- 直弥いる。（2025年7月30日、スターダストピクチャーズ）[52]

### ウェブ
- 2019年度 NHKフレッシャーズキャンペーン イケメゾンへようこそ！（2019年）

### ライブ・イベント
- 「FAKE MOTION –卓球の王将-」オンラインファンミーティング 第1・2部（2020年6月14日）
- FAKE MOTION 2021 SS LIVE SHOW（2021年3月25日・26日、東京ガーデンシアター） - 明智十兵衛 役
- NHK Eテレ「沼にハマってきいてみた ヌマーソヌック2024」（2024年10月27日、WITH HARAJUKU HALL）[53]
- Rakuten GirlsAward 2024 AUTUMN/WINTER（2024年10月19日、幕張メッセ）[31][32]